# PARS 3 LR
PARS 3 LR i tysk service, även känd som TRIGAT-LR (Third Generation AntiTank, Long Range) och AC 3G på franska, är en "fire-and-forget" robot som kan användas mot luft- eller markmål. Den är avsedd för strid på lång räckvidd och är konstruerad för att besegra stridsvagnar, helikoptrar och andra individuella mål. Det är det främsta vapensystemet för Eurocopter Tiger UHT helikoptern. PARS 3 LR kommer att kunna skjutas i salvor med upp till fyra på åtta sekunder. Roboten kan appliceras i direkt attack eller topp-attack-lägen.

## Design
Programmet initierades av Tyskland, Frankrike och Storbritannien. Efter att Storbritannien drog sig ur, stannade bara Tyskland och Frankrike. Tillverkaren är Parsys GmbH, ett samarbete mellan MBDA Deutschland GmbH och Diehl BGT Defense.
En lättare, medelräckvidds och manportabel version kallad Trigat-MR (MR för Medium Range) planerades också, men avbröts. Projektet utvecklades till det föreslagna Trigan-systemet, som är baserat på MILAN 3:s-raketmotor och Trigat-MR-roboten.
Frankrike drog sig tillbaka från programmet 2004.
Den 30 juni 2006 beställde Tyskland 680 PARS 3 LR-missiler för 380 miljoner euro. Dessa levererades år 2012.